# ويندي بوتا
ويندي بوتا (بالإنجليزية: Wendy Botha)‏ هي متركمجة جنوب أفريقية وأسترالية، ولدت في 22 أغسطس 1965 في إيست لندن في جنوب أفريقيا.

## وصلات خارجية
- ويندي بوتا على موقع EncyclopediaOfSurfing.com (الإنجليزية)